# Svedjeholmen (vid Sarvsalö, Lovisa)
För andra betydelser, se Svedjeholmen (olika betydelser).
Svedjeholmen är ett skär i Finland.   Den ligger i kommunen Lovisa i landskapet Nyland, i den södra delen av landet, 60 km öster om huvudstaden Helsingfors.
Terrängen runt Svedjeholmen är platt. Havet är nära Svedjeholmen söderut.  Närmaste större samhälle är Borgå, 15,8 km väster om Svedjeholmen. 